# Oumar Basakoulba Koné
Pour les articles homonymes, voir Koné.
Oumar Basakoulba Koné, né le 20 juillet 1978, est un athlète paralympique ivoirien, médaillé d'or aux Jeux paralympiques d'Atlanta en 1996 et de Sydney en 2000 dans les épreuves du 400 m et 800 m. 

## Biographie
Amputé de naissance du bras droit, Koné Oumar débute l'athlétisme en 1994 à l'âge de 21 ans, avec les athlètes valides, avant de rejoindre le Handisport. Ses spécialités sont le 400 m et le 800 m.
Il est révélé au grand public en 1995 lors du premier championnat d’Afrique arabo-africain au Caire, en Egypte, où il décroche sa première médaille d’or au 5000 mètres et une médaille d’argent au 400 et au 800 mètres. Il participe par la suite aux championnats d’Afrique d’athlétisme en Tunisie en 1997, en remportant  quatre médailles d’or, aux 200 m, 400m, 800m et 1500 m.

### Championnat du monde
Oumar Koné participe a deux reprises aux Championnats du monde d'athlétisme handisport, ceux de 1998 et 2002. Lors des Championnats de 1998 à Birmingham en Grande-Bretagne, il remporte trois médailles d'or dans les épreuves de 400 m, 800 m et 1500 m. En 2002, aux championnats de Villeneuve d'Ascq en France, il décroche la médaille de bronze au 400 m et termine 1er au 800 m, ce qui lui donne la médaille d'or.

### Jeux paralympiques
Oumar Koné participe aux Jeux paralympiques d'Atlanta en 1996 où il remporte la médaille d'or au 800 m en établissant un record du monde, à 1 minute 55,45 secondes. Au 400 m, il termine à la première place en 50,23 secondes devant l'islandais Geir Sverrisson de deux centièmes de seconde. Il termine par contre 4e en finale du 1500 m.
Aux Jeux paralympiques d'été de 2000 à Sydney en Australie, il remporte la médaille d'or au 800 m. Lors de ses deux Jeux suivants, en 2004 et 2008, il concourt uniquement au 400 m et au 800 m et ne réussit pas à obtenir une médailles.
En 2012, il est qualifié aux Jeux paralympiques d'été de Londres de 2012, cependant, il ne pourra pas y prendre car il sera pas sélectionné.
À 37 ans, il annonce vouloir mettre un terme à sa carrière après les Jeux paralympiques de Rio 2016. Durant sa carrière il a gagné 83 médailles (61 , 16  et 6 ) ce qui fait de lui l'athlète le plus médaillé au monde.

## Un champion méconnu
Malgré ses exploits aux Jeux Paralympiques de 1996 et 2000 et sa participation à plusieurs compétitions internationales en représentant la Côte d'Ivoire, Oumar Koné est resté très peu connu du grand public. Il est juste inscrit sur la liste des « anciennes gloires du sport ivoirien », ce qui lui permet de recevoir une indemnité de 300 000 francs CFA par mois, soit environ 457 euros. En 2015, Guillaume Soro, alors président de l’Assemblée nationale ivoirienne, lui offre une villa.
A la retraite, il devient entraîneur. En 2022, il refait surface grâce à une publication sur les réseaux sociaux le mentionnant comme étant l'athlète le plus titré du monde,. Il apparaît également dans le film documentaire We are people réalisé par Philippe Fontana et Michael Jeremiasz, diffusé par Canal+.

## Palmarès
- 1ers Championnats d'Afrique arabo-africain au Caire, en Égypte, en 1995 :
  -  Médaille d'or au 5000 mètres ;
  -  Médaille d'argent au 400 m ;
  -  Médaille d'argent au 800 mètres
  -  Médaille d'or
- Jeux paralympiques d'Atlanta aux États-Unis, en 1996 :
  -  Médaille d'or au 400 m ;
  -  Médaille d'or au 800 mètres
- Championnats d'Afrique d'athlétisme en Tunisie en 1997[4] :
  -  Médaille d'or au 200 m ;
  -  Médaille d'or au 400 m ;
  -  Médaille d'or au 800 m ;
  -  Médaille d'or au 1500 m ;
- Championnats du monde d'athlétisme IPC 1998 (Birmingham, Grande-Bretagne) :
  -  Médaille d'or au 400 m ;
  -  Médaille d'or au 800 m ;
  -  Médaille d'or au 1500 m.
- Médaille d'or aux Jeux paralympiques 2000 à Sydney :
- Championnats du monde d'athlétisme 2002 à Villeneuve d'Ascq en France ;
  -  Médaille de bronze au 400 m ;
  -  Médaille d'or au 800 m.